# Lola Woronina

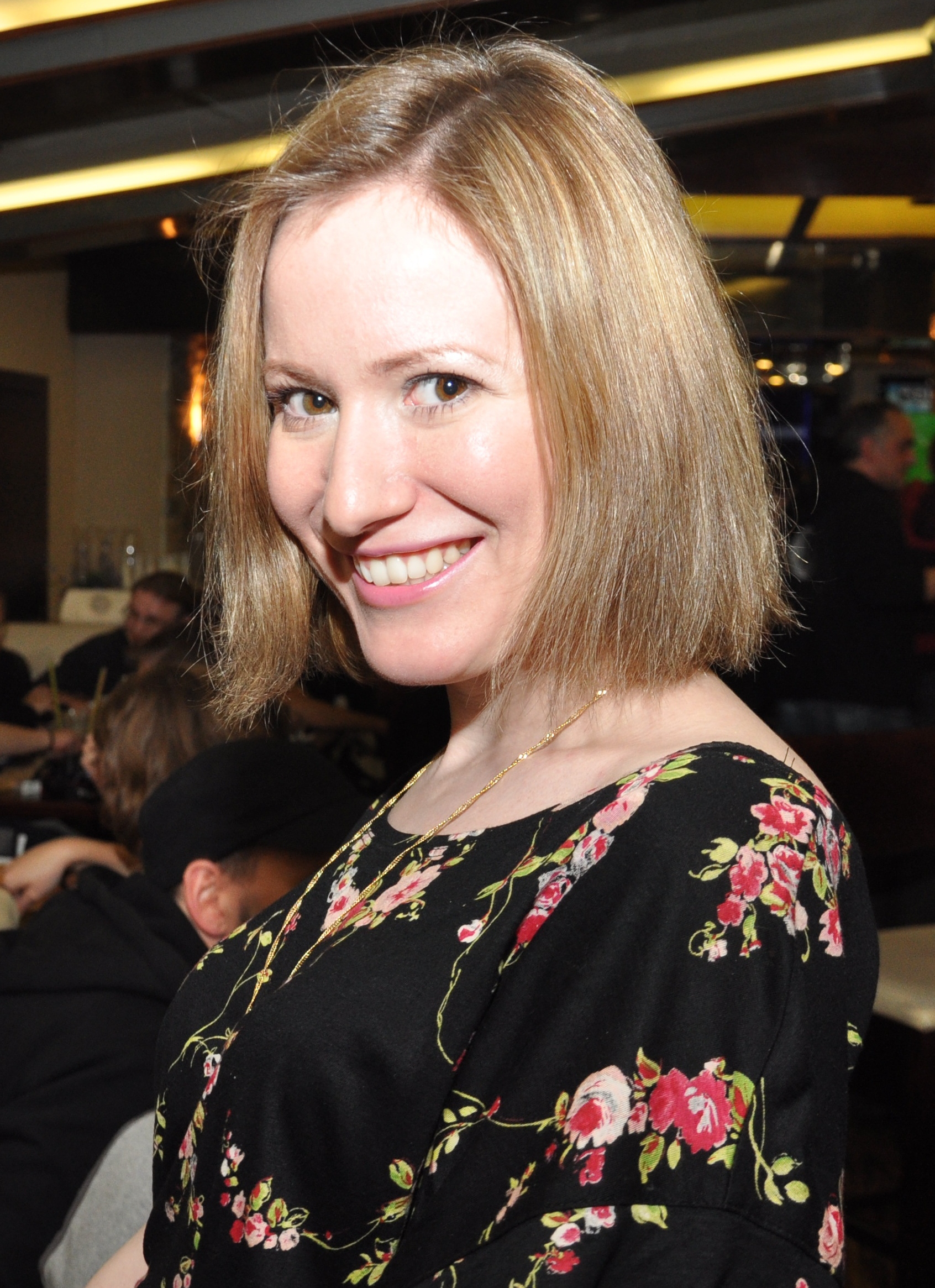
Woronina bei einer Versammlung in Prag (April 2012)

Lola Woronina (russisch Лола Воронина; * 26. November 1983 in Leningrad) ist eine russische Politikerin der Пиратская партия России (Piratenpartei Russlands).

## Politisches Wirken
Lola Woronina war neben dem ebenfalls in der Sowjetunion geborenen Grégory Engels der Piratenpartei Deutschland 2011/2012 Co-Vorsitzende im transnationalen Dachverband Pirate Parties International (PPI).
Woronina war vor ihrer Wahl zur Co-Vorsitzenden der PPI am 15. April 2012 ab 13. März 2011 für ein Jahr Chief Administrative Officer in der PPI. Sie lebt in Prag.